# نادي تارانتو 1927
نادي تارانتو هو نادي كرة قدم إيطالي تأسس عام 1927 في مدينة تارانتو في إقليم بوليا